# Acsmithia brongniartiana
Acsmithia brongniartiana är en tvåhjärtbladig växtart som först beskrevs av Schlechter, och fick sitt nu gällande namn av R.D. Hoogland. Acsmithia brongniartiana ingår i släktet Acsmithia och familjen Cunoniaceae. Inga underarter finns listade i Catalogue of Life.